# Prima Ligă Azeră
Prima Ligă Azeră sau Misli Premyer Liqası este competiția majoră de fotbal din Azerbaidjan. A fost fondată în anul 1992, după destrămarea URSS. Participă zece echipe. Competiția are loc din august până în mai cu un total de 36 de etape (fiecare echipă le înfruntă pe celelalte nouă de patru ori, de două ori acasă și de două ori în deplasare).

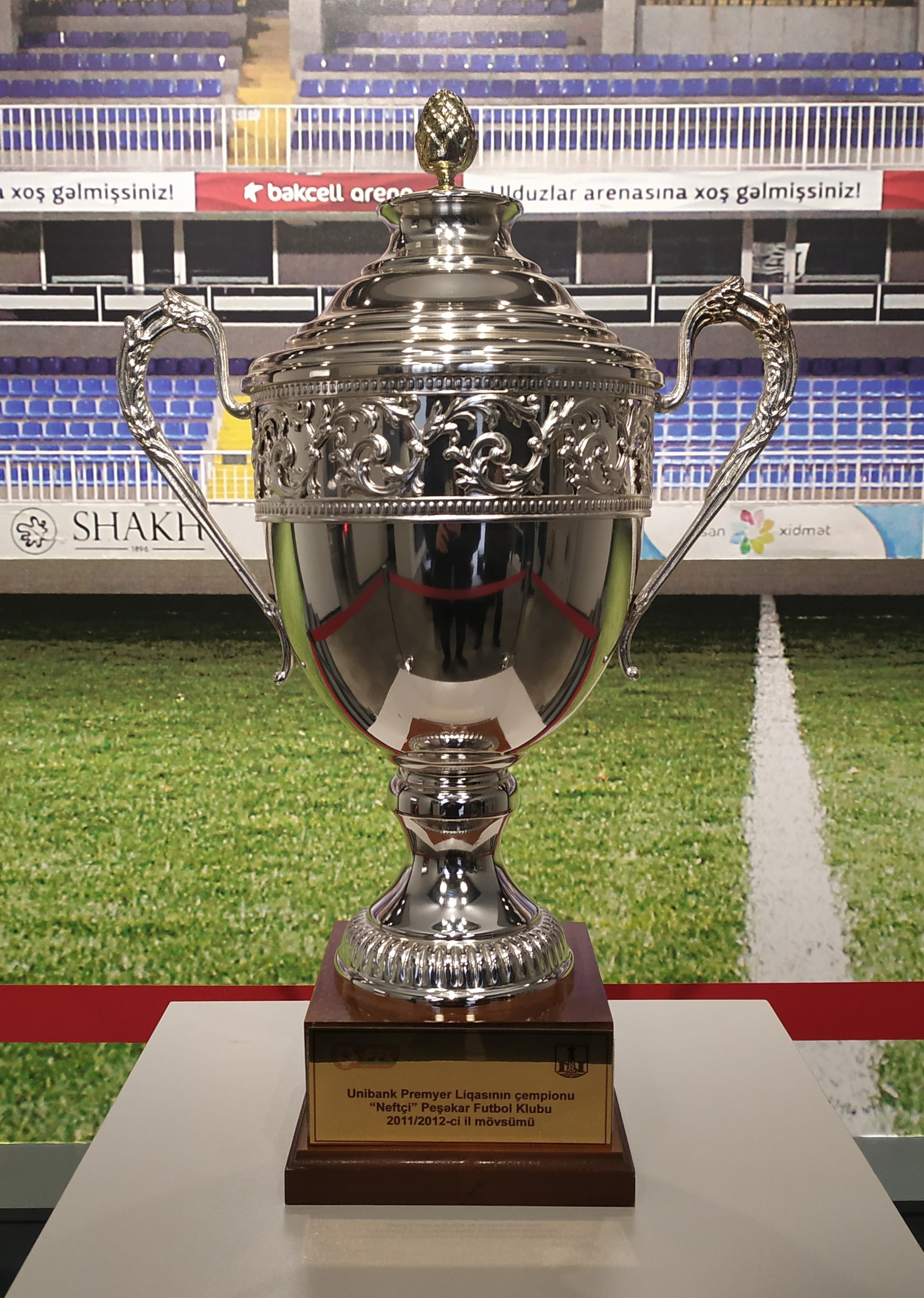
Trofeul Primei Ligi Azere 2011-12

## Clasamentul UEFA
Coeficientul UEFA pe 2020
- 25  (21)  Prima Ligă Bielorusă
- 26   (26)  Prima Ligă Azeră
- 27  (28)  A PFG
- 28  (25)  Ekstraklasa
- 29  (29)  Liga I
- 30  (30)  Superliga Slovaciei

## Cluburi 2017-2018
| Echipa       | Localizare     | Stadion                            | Capacitate |
| ------------ | -------------- | ---------------------------------- | ---------- |
| AZAL         | Shuvalan, Baku | Stadionul AZAL                     | 5.000      |
| Gabala       | Gabala         | Stadionul Gabala City              | 3.500      |
| Inter Baku   | Baku           | Inter Arena                        | 8.500      |
| Neftchi Baku | Baku           | Bakcell Arena                      | 11.000     |
| Qarabağ      | Baku           | Azersun Arena                      | 5.800      |
| Sumgayit     | Sumqayit       | Kapital Bank Arena                 | 1.500      |
| Zira         | Zira, Baku     | Zira Olympic Sport Complex Stadium | 1.500      |
| Kapaz        | Ganja          | Stadionul Ganja City               | 27.000     |

## Stadioane
| Image                 | Stadium                           | Capacitate | Oraș            | Beneficiar                                       | Deschis |
| --------------------- | --------------------------------- | ---------- | --------------- | ------------------------------------------------ | ------- |
|                       | Baku National Stadium             | 69,870     | Baku            | Azerbaijan                                       | 2015    |
|                       | Tofiq Bahramov Republican Stadium | 31,200     | Baku            | Azerbaijan, Qarabağ                              | 1951    |
| Ganja Stadium         | Ganja City Stadium                | 27,000     | Ganja           | Kəpəz                                            | 1963    |
| Lankaran City Stadium | Lankaran City Stadium             | 15,000     | Lankaran        | Azerbaijan, Khazar Lankaran                      | 2006    |
|                       | Nakhchivan City Stadium           | 12,800     | Nakhchivan City | Araz PFK                                         | 2013    |
|                       | Khankendi City Stadium            | 15,000     | Khankendi       | Azerbaijan, Qarabağ, Azerbaijan Cup (some match) | 1956    |
|                       | Bakcell Arena                     | 11,000     | Baku            | Azerbaijan, Neftçi                               | 2012    |
|                       | Mehdi Huseynzade Stadium          | 10,047     | Sumgayit        | Sumgayit FC                                      | 1966    |
|                       | Barda Stadium                     | 10,000     | Barda           | Vacant                                           |         |
|                       | Qazakh City Stadium               | 15,000     | Qazakh          | Göyəzən                                          | 2020    |

## Campionii  din RSS Azerbaidjan
- 1928: Progress-2 Baku
- 1929–33: unknown
- 1934: Profsoyuz Baku
- 1935: Stroitel Yuga Baku
- 1936: Stroitel Yuga Baku
- 1937: Lokomotiv Baku
- 1938: Lokomotiv Baku
- 1939: Lokomotiv Baku
- 1940: Lokomotiv Baku
- 1941–43: unknown
- 1944: Dinamo Baku
- 1945: Neftyanik Baku
- 1946: Lokomotiv Baku
- 1947: Trudovye Rezervy Baku
- 1948: KKF Baku
- 1949: KKF Baku
- 1950: Iskra Baku
- 1951: Ordjonikidzeneft Baku
- 1952: Ordjonikidzeneft Baku
- 1953: Ordjonikidzeneft Baku
- 1954: Zavod im. S.M. Budennogo Baku
- 1955: Ordjonikidzeneft Baku
- 1956: NPU Ordgonikidzeneft Baku
- 1957: NPU Ordjonikidzeneft Baku
- 1958: NPU Ordjonikidzeneft Baku
- 1959: Baku Teams (Spartakiada)
- 1960: SKA Baku
- 1961: Spartak Guba
- 1962: SKA Baku
- 1963: Araz Baku
- 1964: Polad Sumgait
- 1965: Vostok Baku
- 1966: Vostok Baku
- 1967: Araz Baku
- 1968: SKA Baku
- 1969: Araz Baku
- 1970: SKA Baku
- 1971: Khimik Salyany
- 1972: Surahanets Baku
- 1973: Araz Baku
- 1974: Araz Baku
- 1975: Araz Baku
- 1976: Araz Baku
- 1977: Karabakh Khankendi
- 1978: SKIF Baku
- 1979: SKA Baku
- 1980: Energetik Ali-Bayramly
- 1981: Gandjlik Baku
- 1982: Tokhudju Baku
- 1983: Termist Baku
- 1984: Termist Baku
- 1985: Khazar Sumgayit
- 1986: Göyəzən
- 1987: Araz Naxçıvan
- 1988: Qarabağ Ağdam
- 1989: Stroitel Sabirabad
- 1990: Qarabağ Ağdam
- 1991: Khazar Sumgayit

## Campioanele din Azerbaidjan
| Sezon   | Campioni | Vicecampioni | Locul 3 | Golgheteri |
| ------- | --- | --- | --- | --- |
| 1992    | Neftçi | Khazar Sumgayit | Turan | Nazim Aliyev (Khazar Sumgayit, 39 goals) |
| 1993    | Qarabağ | Khazar Sumgayit | Turan | Samir Alakbarov (Neftçi, 16 goals) |
| 1993–94 | Turan | Qarabağ | Kapaz | Musa Gurbanov (Turan, 35 goals) |
| 1994–95 | Kapaz | Turan | Neftçi | Nazim Aliyev (Neftçi, 26 goals) |
| 1995–96 | Neftçi | Khazri Buzovna | Kapaz | Fazil Parvarov (Kapaz, 23 goals) / Rovshan Ahmadov (Kapaz, 23 goals)                                                                               |
| 1996–97 | Neftçi | Qarabağ | Khazri Buzovna | Gurban Gurbanov (Neftçi, 34 goals) |
| 1997–98 | Kapaz | Baku | Shamkir | Nazim Aliyev (Baku, 23 goals) |
| 1998–99 | Kapaz | Shamkir | Neftçi | Alay Bahramov (Viləș Masallı, 24 goals) |
| 1999–00 | Shamkir | Kapaz | Neftçi | Badri Kvaratskhelia (Shamkir, 16 goals) |
| 2000–01 | Shamkir | Neftçi | Vilash Masalli | Pasha Aliyev (Bakili Baku, 12 goals) |
| 2001–02 | AFFA și cluburile au fost întrerupte din cauza conflictului dintre cluburi și rezultatele nu au fost luate în considerare.                         | AFFA și cluburile au fost întrerupte din cauza conflictului dintre cluburi și rezultatele nu au fost luate în considerare.                         | AFFA și cluburile au fost întrerupte din cauza conflictului dintre cluburi și rezultatele nu au fost luate în considerare.                         | AFFA și cluburile au fost întrerupte din cauza conflictului dintre cluburi și rezultatele nu au fost luate în considerare.                         |
| 2002–03 | Din cauza conflictului dintre aproape toate cluburile și Asociația Federațiilor de Fotbal din Azerbaidjan, nu a avut loc niciun campionat de ligă. | Din cauza conflictului dintre aproape toate cluburile și Asociația Federațiilor de Fotbal din Azerbaidjan, nu a avut loc niciun campionat de ligă. | Din cauza conflictului dintre aproape toate cluburile și Asociația Federațiilor de Fotbal din Azerbaidjan, nu a avut loc niciun campionat de ligă. | Din cauza conflictului dintre aproape toate cluburile și Asociația Federațiilor de Fotbal din Azerbaidjan, nu a avut loc niciun campionat de ligă. |
| 2003–04 | Neftçi | Shamkir | Qarabağ | Samir Musayev (Qarabağ, 20 goals) |
| 2004–05 | Neftçi | Khazar Lankaran | Karvan | Zaur Ramazanov (Karvan, 21 goals) |
| 2005–06 | Baku | Karvan | Neftçi | Yacouba Bamba (Karvan, 16 goals) |
| 2006–07 | Khazar Lankaran | Neftçi | Baku | Zaur Ramazanov (Khazar Lankaran, 20 goals) |
| 2007–08 | Inter Baku | AZAL | Neftçi | Khagani Mammadov (Inter Baku, 19 goals) |
| 2008–09 | Baku | Inter Baku | Simurq | Walter Guglielmone (Inter Baku, 17 goals) |
| 2009–10 | Inter Baku | Baku | Qarabağ | Farid Guliyev (Standard Baku, 16 goals) |
| 2010–11 | Neftçi | Khazar Lankaran | Qarabağ | Georgi Adamia (Qarabağ, 18 goals) |
| 2011–12 | Neftçi | Khazar Lankaran | Inter Baku | Bahodir Nasimov (Neftçi, 16 goals) |
| 2012–13 | Neftçi | Qarabağ | Inter Baku | Nicolás Canales (Neftçi, 26 goals) |
| 2013–14 | Qarabağ | Inter Baku | Gabala | Reynaldo (Qarabağ, 22 goals) |
| 2014–15 | Qarabağ | Inter Baku | Gabala | Nurlan Novruzov (Baku, 15 goals) |
| 2015–16 | Qarabağ | Zira | Gabala | Dani Quintana (Qarabağ, 15 goals) |
| 2016–17 | Qarabağ | Gabala | Inter Baku | Filip Ozobić (Gabala, 11 goals) & Rauf Aliyev (Inter Baku, 11 goals)                                                                               |
| 2017–18 | Qarabağ | Gabala | Neftçi | Bagaliy Dabo, (Gabala, 13 goals) |
| 2018–19 | Qarabağ | Neftçi | Səbail | Mahir Madatov, (Qarabağ, 16 goals) |
| 2019–20 | Qarabağ | Neftçi | Keșla | Peyman Babaei, (Sumgayit, 7 goals) & Steeven Joseph-Monrose (Neftçi, 7 goals) & Bagaliy Dabo (Neftçi, 7 goals) & Mahir Emreli (Qarabağ, 7 goals)   |
| 2020–21 | Neftçi | Qarabağ | Sumgayit | Namik Alaskarov (Neftçi, 19 goals) |
| 2021–22 | Qarabağ | Neftçi | Zira | Kady (Qarabağ, 12 goals) |
| 2022–23 | Qarabağ | Sabah | Neftçi | Ramil Sheydayev (Qarabağ, 22 goals) |
| 2023–24 | Qarabağ | Zira | Sabah | Juninho (Qarabağ, 20 goals) |
| 2024–25 | Qarabağ | Zira | Araz-Naxçıvan | Leandro Andrade (Qarabağ, 15 goals) |

## Număr de titluri câștigate
| Club            | Campioni | Vicecampioni | Locul 3 | Ani câștigători                                                                                         |
| --------------- | -------- | ------------ | ------- | --- |
| Qarabağ         | 12       | 4            | 4       | 1993, 2013–14, 2014–15, 2015–16, 2016–17, 2017–18, 2018–19, 2019–20, 2021–22, 2022–23, 2023–24, 2024–25 |
| Neftçi          | 9        | 5            | 7       | 1992, 1995–96, 1996–97, 2003–04, 2004–05, 2010–11, 2011–12, 2012–13, 2020–21                            |
| Kapaz           | 3        | 1            | 2       | 1994–95, 1997–98, 1998–99                                                                               |
| Shamakhi        | 2        | 3            | 4       | 2007–08, 2009–10                                                                                        |
| Shamkir         | 2        | 2            | 1       | 1999–00, 2000–01                                                                                        |
| Baku            | 2        | 2            | 1       | 2005–06, 2008–09                                                                                        |
| Khazar Lankaran | 1        | 3            | –       | 2006–07                                                                                                 |
| Turan Tovuz     | 1        | 1            | 2       | 1993–94                                                                                                 |
| Zira            | –        | 3            | 1       | – |
| Gabala          | –        | 2            | 3       | – |
| Khazar Sumgayit | –        | 2            | 0       | – |
| Karvan          | –        | 1            | 1       | – |
| Khazri Buzovna  | –        | 1            | 1       | – |
| Sabah           | –        | 1            | 1       | – |
| Shuvalan        | –        | 1            | –       | – |
| Araz-Naxçıvan   | –        | –            | 1       | – |
| Sabail          | –        | –            | 1       | – |
| Simurq          | –        | –            | 1       | – |
| Sumgayit        | –        | –            | 1       | – |
| Viləș Masallı   | –        | –            | 1       | – |

## Performanțe pe orașe
| Orașul   | Titluri | Cluburi                 |
| -------- | ------- | ----------------------- |
| Ağdam    | 12      | FK Qarabağ (12),        |
| Baku     | 11      | Neftçi (9), FK Baku (2) |
| Gandja   | 3       | Kapaz PFK (3),          |
| Shamakhi | 2       | FK Shamakhi (2),        |
| Shamkir  | 2       | FK Shamkir (2),         |
| Lankaran | 1       | Khazar Lankaran (1),    |
| Tovuz    | 1       | Turan Tovuz (1),        |

## Recorduri

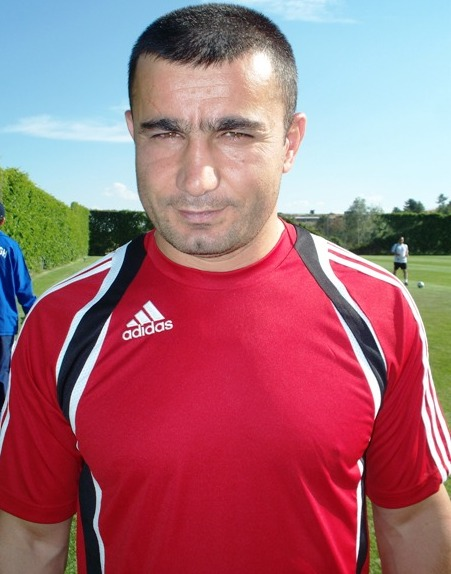
Gurban Gurbanov este unul dintre cei mai mari marcatori din Premier League.

Jucătorii din Premier League concurează pentru Gheata de Aur a Azerbaidjanului Premier League, acordată celui mai bun marcator la sfârșitul fiecărui sezon. Nazim Aliyev este cel mai bun marcator al ligii din toate timpurile, cu 183 de goluri, inclusiv 39 în sezonul 1992. During the 1995–96 season he became the first player to score 100 Premier League goals. Since then, 10 other players have reached the 100-goal mark.
Actualizat la 1 iunie 2024

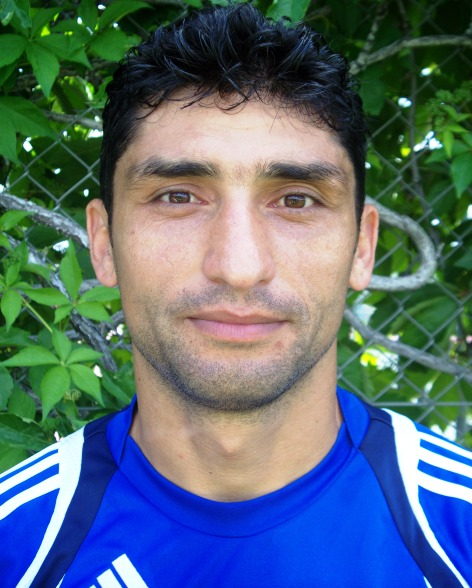
Aslan Kerimov este unul dintre cei mai numeroși jucători din Premier League.

- Cea mai mare victorie pe teren propriu

Kapaz 14–2 Shamkir (1997–98)
- Cele mai multe jocuri consecutive neînvinse

Kapaz, 30 de jocuri, 1997–98
- Cel mai tânăr marcator

Orkhan Aliyev, pentru Sumgayit vs Gabala, 15 ani, 236 de zile
- Cel mai vechi jucător

Nadir Shukurov, pentru Karvan vs Mughan, 42 de ani, 19 aprilie 2009
- Cel mai bun marcator al tuturor timpurilor

Nazim Aliyev (Khazar Sumgayit, Neftçi, Qarabag, Shafa Baku, Dinamo Baku), (183 de goluri)
- Cele mai multe apariții APL

Mahmud Gurbanov, 421
- Cele mai multe goluri într-un sezon

Nazim Aliyev (Khazar Sumgayit), (39 de goluri), 1992